# Humanizem
Humanizem (lat. humanitas, človečnost, ljudskost, bistvo človeka) je kulturno-idejna smer, ki je vplivala na razvoj znanosti, filozofije in s tem tudi umetnosti. V ospredje je postavila človeka (homo) in ne Boga, ki ga je poudarjal srednji vek. To imenujemo antropocentrizem. Humanizem se je zaradi gospodarskega razcveta najprej pojavil v italijanskih mestih. 
Vzore je iskal v antiki. Poudarjal je individualizem (pomemben je posameznik), senzualizem (pomembno je čutno dojemanje sveta), esteticizem (poudarjanje lepote), Boga pa je enačil z naravo (panteizem).
Mogoče ga je označiti za filozofsko in umetniško smer, ki se je razvila v 14. in 15. stoletju in ki je fevdalno-cerkveni ideolgiji postavila alternativo v novoodkriti antiki in v novem optimističnem pogledu na svet, prežetem s spoštovanjem človekovega dostojanstva. Znanje je bilo vse bolj cenjeno. Razvijati so se začele različne znanosti: medicina, astronomija,matematika, anatomija, biologija in druge
Pojavil se je zaradi upada moči cerkve, zaradi velikih geografskih odkritij in ker so Bizantinski učenjaki pokazali zanimanje za znanje.

## Zgodovina
Humanizem se je najprej pojavil v Italiji v 14. in 15. stoletju (Petrarca, Bruni) in se nato razširil drugod po Evropi. Pojavlja se kot osnovna značilnost več filozofsko-etičnih in socialno-političnih teorij in predstavlja več stoletij dolg odpor do katoliških verskih dogem, ki so človeka podredila bogu in ga odmikala od tuzemskega sveta in narave. Eden najpomembnejših humanistov je bil Erazem Rotterdamski, ki je na Univerzi v Cambridgeu poučeval staro grščino. Med bivanjem v Angliji je napisal svoje najslavnejše delo Hvalnica norosti.
Izrazito humanistično noto ima, denimo, Kantova etična teorija, v kateri človek zaseda vrh lestvice vrednot. V politični filozofiji 18. stoletja ima posebno mesto Jean-Jacques Rousseau, ki je postavil temelje francoski revoluciji in je poudarjal svobodo in enakost kot neodtujivi pravici človeka. 
Humanizem je močno prisoten v marksistični teoriji, ki kritizira družbeno realnost, v kateri je človek obsojen na nesvobodno, v svojem bistvu siromašno življenje.

## Predstavniki

### Italijanski humanisti
- začetniki: Francesco Petrarca (1304-1374), Giovanni Boccaccio (1313–1375), Coluccio Salutati (1331–1406)

- prva generacija: Leonardo Bruni (1369–1444), Peter Pavel Vergerij starejši (1370-1444), Vittorino da Feltre (1373–1446), Guarino Veronese (1374–1460), Gian Francesco Poggio Bracciolini (1380–1459), Flavio Biondo (1388-1463)

- pomembnejši poznejši predstavniki: Giannozzo Manetti (1396-1459), Lorenzo Valla (1407–57), Angelo Poliziano (1454–94), Niccolò Machiavelli (1469-1527), Baldassare Castiglione (1478-1529), Laura Cereta (1469– 1499)

### Humanisti drugod po Evropi
Erazem Rotterdamski, Thomas More, Rabelais, Montaigne, Reuchlin